# 石州流林泉寺派
石州流林泉寺派(せきしゅうりゅうりんせんじは)は武家茶道。石州流野村派の分派。
将軍家数寄屋組頭野村休成の子である野村休盛が野村派の祖とされ、久保田藩佐竹家の御用商人菅原新五郎から、その高弟成瀬峯雲が東京で茶湯の教場を開いたのが林泉寺であり、その林泉寺の住職夫人が成瀬峯雲の後をついで林泉派を創てたのが初代家元の福井心月である。成瀬峯雲を祖として成瀬派が分派。また林泉寺派から古閑堂派が分派している。

## 歴代
| 代         | 名               | 号     | 年           | 備考       |
| ---------- | ---------------- | ------ | ------------ | ---------- |
| 流祖       | 片桐石州         | 浮瓢軒 | 延宝元年69歳 |            |
| 野村派祖   | 野村休盛         |        |              | 数寄屋組頭 |
| 林泉寺派祖 | 福井心月         |        |              |            |
| 二代       | 尼子如月         |        |              |            |
| 三代       | 服部渓泉         |        |              |            |
| 四代       | 小出抱月         |        |              |            |
| 五代       | 三橋彩月         |        |              |            |
| 六代       | 江田露心（初代） |        |              | 林泉寺住職 |
| 当代       | 江田露心（二代） |        |              | 林泉寺住職 |